# FishBase
FishBase е огромна база данни, най-богатата в света за различните видове риби.

## История
Създаден към края на 80-те години на XX век, сайтът непрекъснато се допълва и днес предлага на своите посетители информация за над 30 000 вида риби, събрани от над 56 000 източника, и над 59 000 илюстрации.
Данните от FishBase са структурирани в релационна база данни и са достъпни както за начинаещи, така и за професионалисти. Търсенето може да се осъществи по име, пол, регион, семейство, екосистема и други.
Проектът е финансиран от Европейската комисия, както и от други организации. От 2000 г. е научно ръководен от 10 институции, към 2023 г. броят им е 12.
Информацията, извлечена от сайта, е предназначена за широк кръг от хора – изследователи, политици, природозащитници, преподаватели, студенти, както и за всеки един, проявяващ интерес към водните обитатели.